# Kohlenstoffdioxid-Assimilation
Mit Kohlenstoffdioxid-Assimilation (lat. assimulatio „Ähnlichmachung“) bezeichnet man bei Lebewesen die Aufnahme von Kohlenstoff und Sauerstoff aus Kohlenstoffdioxid (CO2) zum Aufbau von organischen, körpereigenen Kohlenstoffverbindungen. Der erste Schritt dazu ist die Bildung einer Carboxygruppe. Da Kohlenstoffdioxid dabei in den organischen Stoffen gebunden wird, spricht man auch von Kohlenstoffdioxid-Fixierung.
Man unterscheidet autotrophe und heterotrophe Kohlenstoffdioxid-Assimilation. Bei autotrophen Lebewesen ist Kohlenstoffdioxid die einzige Kohlenstoffquelle für den Aufbau körpereigener Baustoffe. Heterotrophe Lebewesen verwenden dagegen hauptsächlich organische Kohlenstoffverbindungen als Baustoffquelle und assimilieren Kohlenstoffdioxid nur zu einem geringen Anteil.
Da das Leben auf der Erde auf der chemischen Vielfalt der Kohlenstoffverbindungen beruht, d. h. alle Lebewesen Kohlenstoff für ihre Zellbestandteile und den Stoffwechsel benötigen, ist die Fähigkeit von Autotrophen, nämlich Pflanzen, Algen, vielen Bakterien und Archaeen, organische Kohlenstoffverbindungen ausschließlich aus anorganischen Stoffen zu synthetisieren, die Voraussetzung für die Existenz von heterotrophen Lebensformen, die auf die Verfügbarkeit von organischen Stoffen angewiesen sind.
Es gibt verschiedene Wege, auf denen Kohlenstoffdioxid assimiliert wird. Bei Autotrophen kommen folgende Wege vor:
- Calvin-Zyklus (alternative Bezeichnungen: Calvin-Benson-Bassham-Zyklus, reduktiver Pentosephosphatzyklus, Dunkelreaktion der Photosynthese)
- Reduktiver Citratzyklus (alternative Bezeichnung: Arnon-Buchanan-Zyklus)
- Reduktiver Acetyl-CoA-Weg (alternative Bezeichnungen: Wood-Ljungdahl-Weg, CO-Dehydrogenase/Acetyl-CoA-Synthase-Weg)
- 3-Hydroxypropionatzyklus (alternative Bezeichnung: 3-Hydroxypropionat/Malyl-CoA-Zyklus)
- 3-Hydroxypropionat/4-Hydroxybutyratzyklus
- Dicarboxylat/4-Hydroxybutyratzyklus
- (Serinweg)
- (Ethylmalonyl-CoA-Weg)

Während nur Pflanzen und Cyanobakterien den Calvin-Zyklus nutzen, finden sich die anderen Wege bei unterschiedlichen Vertretern in den Reichen der Bakterien und Archaeen, die dadurch in der Lage sind, mit Kohlenstoffdioxid als einziger Kohlenstoffquelle (autotroph) zu wachsen.
Bei Heterotrophen wird Kohlenstoffdioxid bei einigen anaplerotischen Reaktionen in den Stoffwechsel eingeschleust, zum Beispiel bei der Bildung von Oxalacetat aus Pyruvat und Kohlenstoffdioxid.